# Convocazioni per il campionato europeo femminile di calcio 1987
Questa pagina elenca le giocatrici convocate per il campionato europeo femminile di calcio a Norvegia 1987.

## Inghilterra
Selezionatore: Martin Reagan
| N. | Pos. | Giocatore        | Data nascita (età)         | Pres. | Reti | Squadra            |
| -- | ---- | ---------------- | -------------------------- | ----- | ---- | ------------------ |
|    | P    | Theresa Wiseman  | 0 dicembre 1956 (30 anni)  |       |      |                    |
|    | D    | Linda Curl       |                            |       |      |                    |
|    | D    | Sue Law          |                            |       |      |                    |
|    | D    | Brenda Sempare   | 9 novembre 1961 (25 anni)  |       |      |                    |
|    | C    | Debbie Bampton   | 7 ottobre 1961 (25 anni)   |       |      | Trani 80           |
|    | C    | Gillian Coultard | 22 luglio 1963 (23 anni)   |       |      | Rowntree           |
|    | C    | Angela Gallimore |                            |       |      |                    |
|    | C    | Hope Powell      | 8 dicembre 1966 (20 anni)  |       |      | Millwall Lionesses |
|    | C    | Jackie Sherrard  | 9 giugno 1966 (21 anni)    |       |      |                    |
|    | C    | Marieanne Spacey | 13 febbraio 1966 (21 anni) |       |      | Friends of Fulham  |
|    | A    | Lorraine Hunt    |                            |       |      |                    |
|    | A    | Kerry Davis      | 2 agosto 1962 (24 anni)    |       |      | Trani 80           |
|    | A    | Jackie Slack     | 25 luglio 1952 (34 anni)   |       |      |                    |
|    | A    | Jane Stanley     | 13 aprile 1964 (23 anni)   |       |      | Filey Flyers       |

## Italia
Selezionatore: Ettore Recagni
| N. | Pos. | Giocatore           | Data nascita (età)          | Pres. | Reti | Squadra             |
| -- | ---- | ------------------- | --------------------------- | ----- | ---- | ------------------- |
| 1  | P    | Roberta Russo       |                             |       |      |                     |
| 2  | C    | Marisa Perin        |                             |       |      |                     |
| 3  | D    | Tiziana D'Orio      | 22 giugno 1964 (22 anni)    |       |      | Milan 82            |
| 4  | C    | Maura Furlotti      | 12 settembre 1957 (29 anni) |       |      | Lazio               |
| 5  | D    | Paola Bonato        | 31 gennaio 1961 (26 anni)   |       |      | Trani 80            |
| 6  | C    | Antonella Carta     | 1º marzo 1967 (20 anni)     |       |      | Giugliano Campania  |
| 7  | C    | Maria Mariotti      | 27 gennaio 1964 (23 anni)   |       |      | Milan 82            |
| 8  | C    | Feriana Ferraguzzi  | 20 febbraio 1959 (28 anni)  |       |      | Standard Liegi      |
| 9  | A    | Elisabetta Vignotto | 13 gennaio 1954 (33 anni)   |       |      | Pordenone Friulvini |
| 10 | D    | Carolina Morace     | 5 febbraio 1964 (23 anni)   |       |      | Lazio               |
| 11 | A    | Ida Golin           |                             |       |      |                     |
| 12 | A    | Giorgia Brenzan     | 21 agosto 1967 (19 anni)    |       |      |                     |
| 13 | D    | Viviana Bontacchio  | 11 giugno 1959 (28 anni)    |       |      | Trani 80            |
| 14 | D    | Marina Cordenons    | 12 gennaio 1969 (18 anni)   |       |      | Pordenone Friulvini |
| 15 | C    | Frigerio            |                             |       |      |                     |
| 16 | P    | Sandra Pierrazzuoli |                             |       |      |                     |

## Norvegia
Selezionatore: Erling Hokstad
| N. | Pos. | Giocatore              | Data nascita (età)          | Pres. | Reti | Squadra         |
| -- | ---- | ---------------------- | --------------------------- | ----- | ---- | --------------- |
|    | P    | Janne Andreassen       |                             |       |      | Bøler IF        |
|    | P    | Hege Ludvigsen         | 28 gennaio 1964 (23 anni)   |       |      | SK Sprint/Jeløy |
|    | D    | Gunn Nyborg            | 21 marzo 1960 (27 anni)     |       |      | Asker           |
|    | D    | Trine Stenberg         | 6 dicembre 1969 (17 anni)   |       |      | Sandviken       |
|    | D    | Bjørg Storhaug         | 9 maggio 1962 (25 anni)     |       |      | Klepp           |
|    | D    | Heidi Støre (capitano) | 4 luglio 1963 (23 anni)     |       |      | Trollhättans IF |
|    | C    | Lisbeth Bakken         | 24 ottobre 1967 (19 anni)   |       |      | SK Sprint/Jeløy |
|    | C    | Tone Haugen            | 6 febbraio 1964 (23 anni)   |       |      | Trondheims-Ørn  |
|    | C    | Trude Haugland         | 18 settembre 1966 (20 anni) |       |      | IK Grand Bodø   |
|    | C    | Torill Hoch-Nielsen    | 12 marzo 1966 (21 anni)     |       |      | SK Sprint/Jeløy |
|    | C    | Mariann Mortensen      | 24 agosto 1951 (35 anni)    |       |      | BUL             |
|    | C    | Tone Opseth            | 10 novembre 1959 (27 anni)  |       |      | Setskog FK      |
|    | C    | Liv Strædet            | 21 ottobre 1964 (22 anni)   |       |      | SK Sprint/Jeløy |
|    | A    | Kari Nielsen           | 26 maggio 1959 (28 anni)    |       |      | Asker           |
|    | A    | Ellen Scheel Aalbu     | 26 novembre 1968 (18 anni)  |       |      | IL Jardar       |
|    | A    | Trude Stendal          | 30 maggio 1963 (24 anni)    |       |      | Sandviken       |

## Svezia
Selezionatore: Ulf Lyfors
| N. | Pos. | Giocatore            | Data nascita (età)         | Pres. | Reti | Squadra         |
| -- | ---- | -------------------- | -------------------------- | ----- | ---- | --------------- |
| 1  | P    | Elisabeth Leidinge   | 6 marzo 1957 (30 anni)     |       |      | Jitex BK        |
| 2  | A    | Lena Videkull        | 9 dicembre 1962 (24 anni)  |       |      | Kronängs IF     |
| 3  | C    | Gunilla Axén         | 27 ottobre 1966 (20 anni)  |       |      | Gideonsbergs IF |
| 4  | A    | Eleonor Hultin       | 9 agosto 1963 (23 anni)    |       |      | GAIS            |
| 5  | C    | Eva Andersson        |                            |       |      | Öxabäcks IF     |
| 6  | C    | Anna Svenjeby        | 0 dicembre 1962 (24 anni)  |       |      | Kronängs IF     |
| 7  | A    | Pia Sundhage         | 13 febbraio 1960 (27 anni) |       |      | Jitex BK        |
| 8  | D    | Anette Nicklasson    |                            |       |      | Jitex BK        |
| 9  | D    | Karin Ahman-Svensson |                            |       |      | Öxabäcks IF     |
| 10 | D    | Anette Börjesson     | 11 novembre 1954 (32 anni) |       |      | GAIS            |
| 11 | C    | Helena Carlsson      |                            |       |      | Trollhättans IF |
| 12 | P    | Ing-Marie Olsson     | 23 febbraio 1966 (21 anni) |       |      | Malmö FF        |
| 13 | D    | Anette Hansson       | 2 maggio 1963 (24 anni)    |       |      | Öxabäcks IF     |
| 14 | A    | Helen Johansson      | 9 luglio 1965 (21 anni)    |       |      | GAIS            |
| 15 | C    | Marie Karlsson       | 4 dicembre 1963 (23 anni)  |       |      | Öxabäcks IF     |
| 16 | A    | Anneli Andelén       | 21 giugno 1968 (18 anni)   |       |      | Öxabäcks IF     |